# Phagnalon schweinfurthii
Phagnalon schweinfurthii là một loài thực vật có hoa trong họ Cúc. Loài này được Sch.Bip. ex Schweinf. miêu tả khoa học đầu tiên năm 1868.